# Antias
Antias is een geslacht van wantsen uit de familie van de Miridae (blindwantsen). Het geslacht werd voor het eerst wetenschappelijk beschreven door William Lucas Distant in 1884.

## Soorten
Het genus bevat de volgende soorten:

- Antias aheneus Distant, 1884
- Antias argentina Carvalho, 1982
- Antias boliviana Carvalho, 1982
- Antias bonaerensis Carvalho & Carpintero, 1986
- Antias boumilae Carvalho, 1989
- Antias brasiliensis Carvalho & Gomes, 1972
- Antias catarinensis Carvalho, 1982
- Antias chilensis Carvalho, 1946
- Antias costaricae Carvalho & Costa, 1995
- Antias dominicana Carvalho, 1982
- Antias gaucha Carvalho & Gomes, 1972
- Antias guaraniana Carvalho & Gomes, 1972
- Antias maldonadoi Carvalho, 1982
- Antias mexicana Carvalho, 1982
- Antias minuscula Carvalho, 1955
- Antias paraensis Carvalho, 1982
- Antias paranaensis Carvalho, 1990
- Antias peruana Carvalho, 1991
- Antias semispherica Carvalho, 1982
- Antias subaeratus Distant, 1884
- Antias vittata Carvalho & Gomes, 1972